# Conus poormani
Conus poormani is een in zee levende slakkensoort uit het geslacht Conus. De slak behoort tot de familie Conidae. Conus poormani werd in 1968 beschreven door Berr. Net zoals alle soorten binnen het geslacht Conus zijn deze slakken roofzuchtig en giftig. Zij bezitten een harpoenachtige structuur waarmee ze hun prooi kunnen steken en verlammen.